# فریس آباد
فریس آبادروستایی است از توابع شهرستان کمیجان در استان مرکزی. این روستا در دهستان وفس در بخش مرکزی این شهرستان قرار دارد.

## مشخصات منطقه ای
روستای فریس آباد طبق تقسیمات اخیر کشوری، ازتوابع دهستان وفس و بخش مرکزی شهرستان کمیجان می‌باشد. این روستا بامختصات جغرافیایی ۴۹ درجه و ۳۴ دقیقه طول شرقی و ۵۷ درجه و ۴۳ دقیقه عرض شمالی در شمال غربی استان مرکزی قراردارد. فاصله روستای فریس آباد تا مرکز شهرستان ۷کیلومتر می‌باشد.

## جمعیت
طبق سرشماری مرکز آمار ایران، جمعیت فریس آباد در سال ۱۳۸۵ برابر با ۷۷ نفر بوده است. این روستا ۱۸ خانوار دارد.